# Battaglia di Metz
La battaglia di Metz si svolse durante la seconda guerra mondiale tra l'esercito statunitense e l'esercito tedesco dal 27 agosto al 13 dicembre 1944. Lo scontro, avvenuto dopo l'Operazione Cobra, in seguito alla creazione di una testa di ponte in Normandia, vide la 3ª Armata statunitense fronteggiare le ostinate difese tedesche con pesanti perdite da ambo i lati. Metz venne occupata dai soldati USA verso la fine di novembre e la battaglia si concluse quasi un mese dopo con la resa di tutte le forze tedesche nella zona.

## Situazione di Metz
Metz, città posta tra i fiumi Mosella e Seille, era stata pesantemente fortificata dai tedeschi nel 1871, dopo averla occupata a seguito di un assedio l'anno prima e di nuovo nel 1940 durante la campagna di Francia. Le difese consistevano in numerosi forti e posti di osservazione tra loro collegati da trincee e tunnel sotterranei, ma la Wehrmacht riconsiderò poco importante la città e la privò di mitragliatrici ed equipaggiamenti vari, trasferiti in altre parti del fronte.
In ogni caso, non appena gli Alleati cominciarono ad avanzare in Francia dopo aver creato una testa di ponte in Normandia, Metz acquistò sempre più importanza per i generali tedeschi, che nell'agosto 1944 erano riusciti ad impostare in Lorena una linea difensiva che fermò la 3ª armata statunitense determinando una pausa nei combattimenti. Adolf Hitler inoltre emanò un ordine nel marzo 1944 in cui obbligava i comandanti sul campo a tenere a tutti i costi i forti nella zona, arrendendosi solo dietro suo ordine. La guarnigione di Metz si preparò a mettere in pratica questa disposizione agli inizi del settembre 1944, quando la 3ª armata di George Smith Patton raggiunse Verdun posizionandosi di fronte alla regione tedesca Saarland. Le difese della cosiddetta "Linea Sigfrido" vennero affidate alla 1ª Armata del General der Panzertruppe Otto von Knobelsdorff, che comandava nella zona di Metz un totale di quattro divisioni e mezzo.

## Battaglia

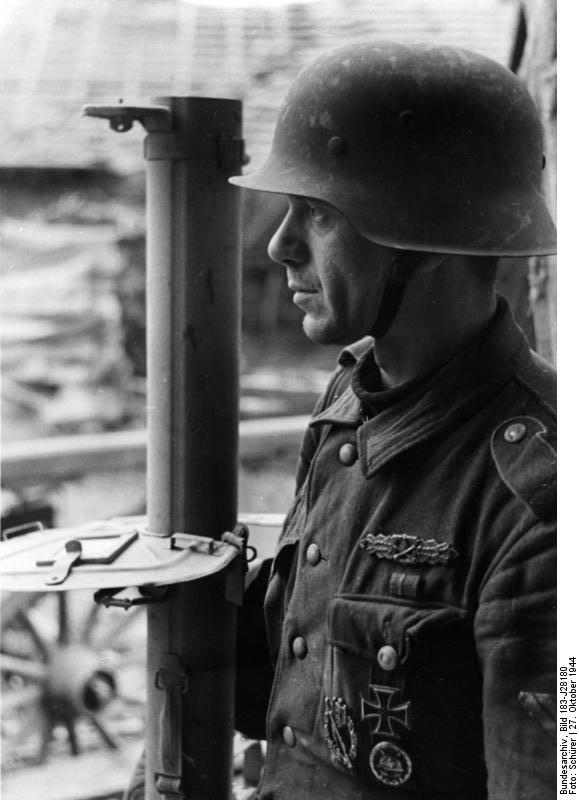
27 ottobre 1944, vicinanze di Metz: soldato tedesco armato di Panzerschreck

I mezzi corazzati da ricognizione statunitensi del XX Corpo d'Armate entrarono in contatto con elementi della 17. SS-Panzergrenadier-Division "Götz von Berlichingen" il 6 settembre 1944, fatto ripetutosi il 18 dello stesso mese. Le forze statunitensi non si aspettavano di incontrare il nemico nell'area, così dovettero spendere del tempo a raggrupparsi prima di lanciare un vero e proprio attacco su Metz, condotto dalla 5ª divisione fanteria, senza successo, a nord della città; un altro attacco tuttavia procurò agli statunitensi una piccola testa di ponte oltre la Mosella a sud di Metz.
Alla fine di settembre le unità tedesche a nord della città vennero trasferite più a sud mentre altre vennero ritirate dal fronte. A seguito di questi sviluppi, il XII Corpo d'armate statunitense sferrò un nuovo attacco alla città, respinto dai soldati di Hitler, a cui seguirono numerose e poco potenti puntate lungo tutto il perimetro cittadino. Il XX Corpo optò quindi per prendere la città da est.

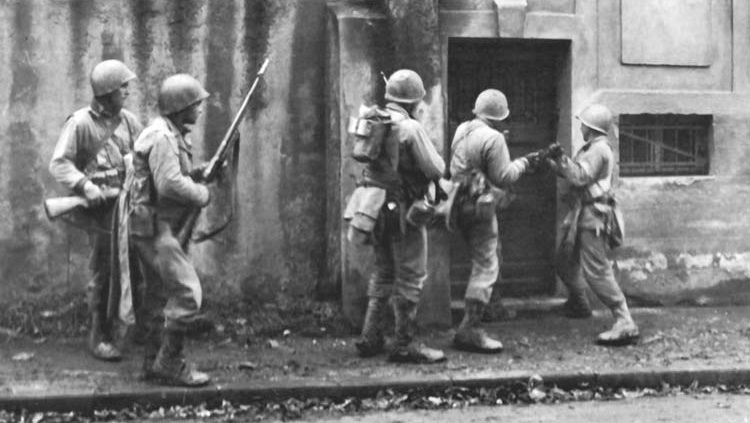
Soldati della 5ª divisione fanteria USA ispezionano le case di Metz il 19 novembre 1944

Il 3 novembre gli statunitensi riuscirono a catturare le difese esterne della città. Il 14 novembre il Generalleutnant Heinrich Kittel divenne il nuovo comandante delle forze tedesche in città. Per il 17 novembre gli statunitensi avevano isolato gran parte dei forti, obbligando la Wehrmacht ad una progressiva ritirata, ed il giorno seguente entrarono in città, catturando il generale Kittel, rimasto peraltro ferito, il 21 novembre. Anche se le ostilità terminarono il 22, i forti tedeschi rimasti isolati continuarono a resistere.

## Conseguenze
Gli statunitensi decisero di non attaccare gli ultimi soldati tedeschi asserragliati nei forti per risparmiare munizioni destinate all'avanzata del XX corpo verso il fiume Saar. Il 26 novembre, con la resa di forte "Verdun", capitolarono di volta in volta altri reparti tedeschi, l'ultimo dei quali consegnò forte "Jeanne d'Arc" il 13 dicembre.
Anche se la Wehrmacht uscì sconfitta dalla battaglia di Metz, guadagnò ugualmente tempo fermando l'avanzata della 3ª armata USA per tre preziosi mesi, dando modo ad un gran numero di soldati di arretrare in ordine oltre il Saar impostando nuove difese.